# Amaravati (Mythologie)
Amaravati (Sanskrit अमरावती Amarāvatī f. „Stadt der Unsterblichen“), seltener auch Devapura „Götterstadt“ genannt oder Pushabhasa (पूषभासा pūṣabhāsā „Sonnenglanz“), ist die Stadt des hinduistischen Donnergottes und Götterkönigs Indra. In der Stadt, die unter anderem auch von den Maruts bewohnt wird, gibt es tausend Paläste, darunter auch Indras Palast Vaijayanta, und der Park Nandana.